# Avro Type G
El Avro Type G fue un biplano biplaza diseñado por A.V. Roe para participar en la Competición Británica de Aeroplanos Militares de 1912. Es notable por poseer un compartimiento totalmente cerrado, y también fue el primer avión en recuperarse de una entrada en barrena delante de testigos.

## Diseño y desarrollo
El Type G era un biplano de dos vanos biplaza con un compartimento de la tripulación totalmente cerrado. El fuselaje ocupaba todo el hueco disponible entre las alas superior e inferior, que tenían un gran alargamiento característico de Roe. Se comenzaron dos prototipos, uno con un motor Green y el otro, con un ABC. Este último no fue entregado a tiempo, y el segundo prototipo fue abandonado.
En las pruebas, el Type G quedó primero en las pruebas de ensamblaje (se montaba en 14,5 minutos) y en las de consumo de combustible, pero su pobre régimen de ascenso impidió que consiguiera un premio mayor, aunque Avro fue recompensada con 100 libras esterlinas. Sin embargo, el modelo estableció una plusmarca británica de permanencia en vuelo de 7 horas y 31 minutos, pilotado por F. P. Raynham en Brooklands el 24 de octubre (una plusmarca batida sólo una hora más tarde por Harry Hawker).
Fue el segundo avión británico en recuperarse de una barrena, y el primero en hacerlo frente a testigos. Por la mañana temprano del 25 de agosto, el teniente Wilfred Parke, con el teniente Brenton como pasajero, despegaron para realizar una prueba de permanencia en vuelo. Tras haber volado durante tres horas, estaba ejecutando una serie de picados y mientras giraba entró en barrena a unos 210 m. Una combinación de suerte y nervios de acero unida a sus habilidades de pilotaje hicieron que fuera capaz de recuperar apenas unos 15 m por encima del terreno, nivelándose el avión repentinamente y volando perfectamente controlado. La capacidad de Parke de informar con claridad de su experiencia a experimentados testigos sobre el hecho fue lo más importante, ya que el entrar en barrena había significado anteriormente una muerte casi certera.

## Especificaciones
Referencia datos: Avro Aircraft since 1908

### Características generales
- Tripulación: Uno (piloto)
- Capacidad: Un pasajero
- Longitud: 8,7 m (28,5 ft)
- Envergadura: 10,7 m (35,2 ft)
- Altura: 3 m (9,7 ft)
- Superficie alar: 31,1 m² (334,8 ft²)
- Peso vacío: 540 kg (1190,2 lb)
- Peso cargado: 813 kg (1791,9 lb)
- Planta motriz: 1× motor lineal de cuatro cilindros refrigerado por agua Green D.4.
  - Potencia: 48 kW (66 HP; 65 CV)

### Rendimiento
- Velocidad máxima operativa (Vno): 100 km/h (62 MPH; 54 kt)
- Alcance: 555 km (300 nmi; 345 mi)
- Régimen de ascenso: 0,5 m/s (104 ft/min)

## Aeronaves relacionadas

### Secuencias de designación
- Secuencia Alfabética (interna de Avro): ← Type E - Type Es - Type F - Type G - Type H - Type J